# E. Underberg et Cie.
E. Underberg et Cie. est un constructeur automobile français.

## Production

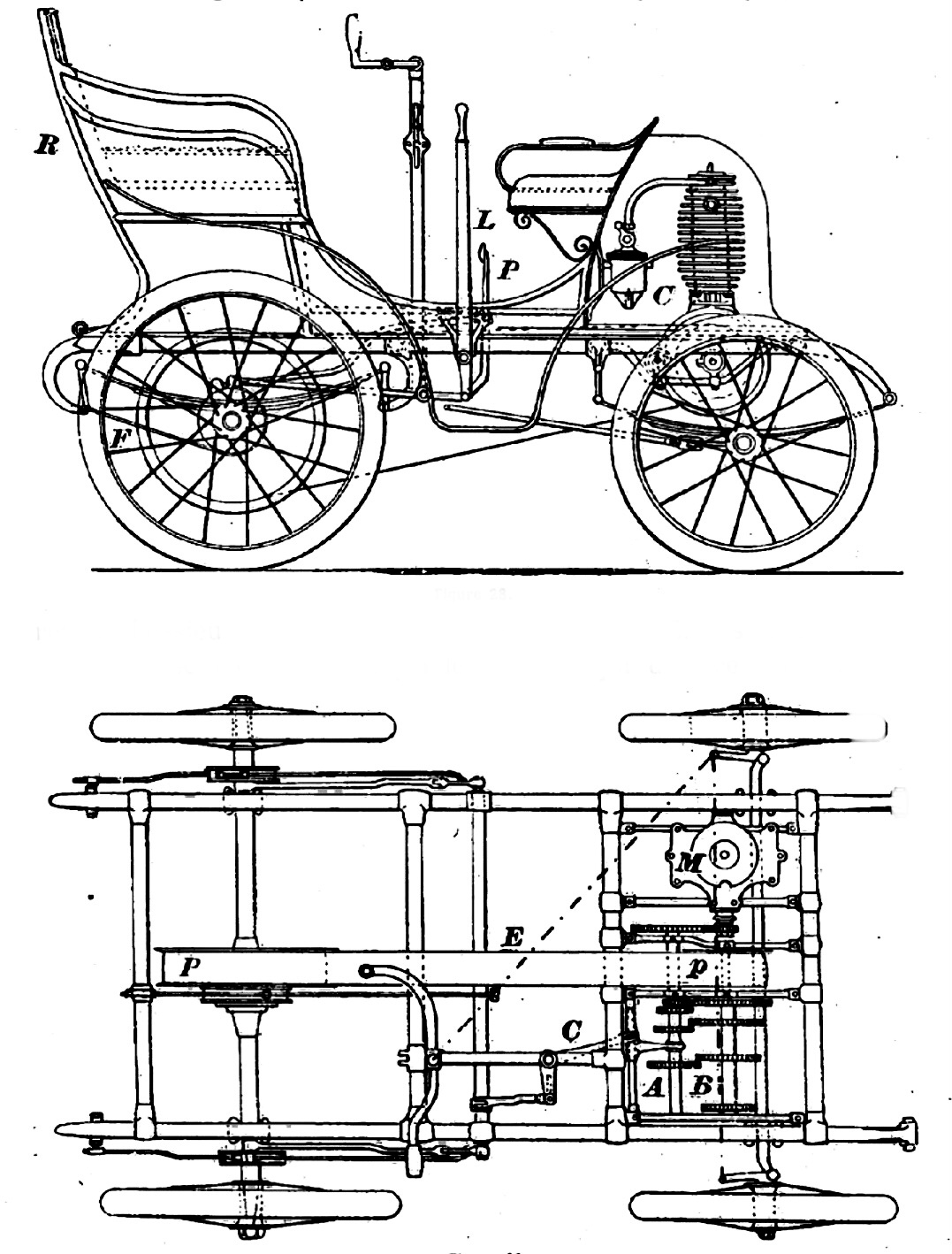
Underberg 4 CV (1899).

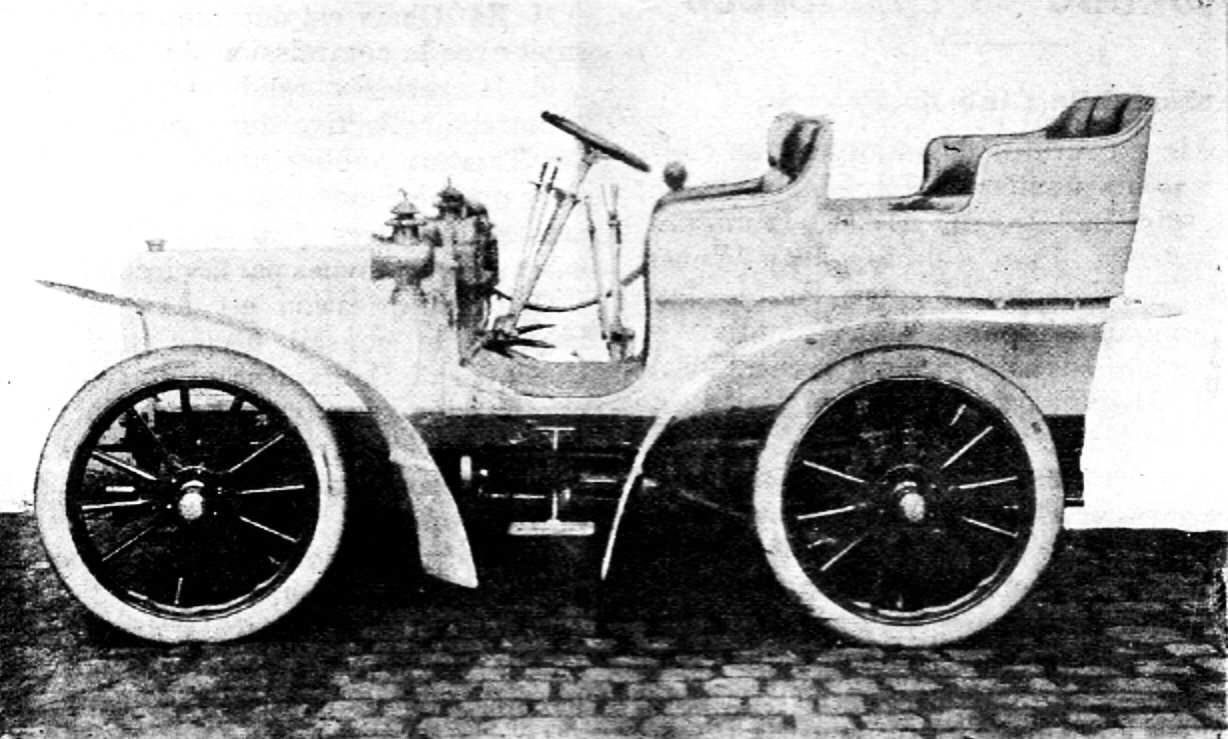
Underberg 16/20 CV (1904).

L’entreprise basée à Nantes a commencé à produire des automobiles en 1898. L’usine était située dans le Rue de Coulmiers (Nantes) . Le nom de marque était Underberg. Le premier modèle de la 4CV était équipé d’un moteur monocylindre refroidi par air de Gaillardet d’une puissance de 3 ch. Le moteur était monté à l’avant gauche du véhicule. La vitesse de pointe était de 35 km/h. En 1901, la gamme se composait des modèles 6/8 CV avec moteur deux cylindres et des modèles 12/16 CV et 28/40 CV avec moteurs quatre cylindres. Le prix de vente au détail de la 6/8 CV était de 4000 francs . En 1906, les modèles quatre cylindres 12 CV, 16 CV et 24 CV à transmission par chaîne apparaissent. En 1909, seule la 24 CV était encore disponible. En plus des automobiles, des moteurs pour la construction de yachts ont également été produits. Des moteurs jusqu’à 80 CV peuvent être commandés. La production s’est terminée en 1909.